# تشارلز كريبز
تشارلز كريبز (بالإنجليزية: Charles Krebs)‏ هو عالم بيئة كندي، ولد في 17 سبتمبر 1936 في سانت لويس في الولايات المتحدة.

## وصلات خارجية
- الموقع الرسمي